# Millettia pubinervis
Millettia pubinervis är en ärtväxtart som beskrevs av Wilhelm Sulpiz Kurz. Millettia pubinervis ingår i släktet Millettia och familjen ärtväxter. Inga underarter finns listade i Catalogue of Life.